# Thivolleo albicervix
Thivolleo albicervix is een vlinder uit de familie grasmotten (Crambidae). De wetenschappelijke naam van deze soort is voor het eerst geldig gepubliceerd in 2006 door Koen Maes.
De soort komt voor in het Afrotropisch gebied.

## Type
- holotype: "male. 6.VI.1993"
- instituut: ABSRC, Wetteren, België
- typelocatie: "Cameroon, Centre, Yaoundé, Mt. Phébé, 1070 m"